# Infernal Overkill
Albums de Destruction
Sentence of Death
(1984) Eternal Devastation
(1986)
Infernal Overkill est le premier album studio du groupe de thrash metal allemand Destruction. L'album est sorti en 1985 sous le label Steamhammer Records.

## Musiciens
- Marcel Schirmer - Chant, Basse
- Mike Sifringer - Guitare
- Thomas Sandmann - Batterie

## Liste des morceaux
1. Invincible Force - 4:20
2. Death Trap - 5:49
3. The Ritual - 5:11
4. Tormentor - 5:06
5. Bestial Invasion - 4:36
6. Thrash Attack (titre instrumental) - 2:56
7. Antichrist - 3:44
8. Black Death - 7:39